# Ronchères (Yonne)
Ronchères es una localidad y comuna francesa situada en la región de Borgoña, departamento de Yonne, en el distrito de Auxerre y cantón de Saint-Fargeau.

## Demografía
| 196 | 187 | 190 | 186 | 215 | 223 | 261 | 253 | 261 | 285 | 320 | 328 | 309 | 288 | 299 | 290 | 272 | 261 | 243 | 233 | 204 | 227 | 199 | 199 | 216 | 178 | 153 | 125 | 92 | 70 | 83 | 93 | 90 |
| Para los censos de 1962 a 1999 la población legal corresponde a la población sin duplicidades (Fuente: INSEE [Consultar]) |     |     |     |     |     |     |     |     |     |     |     |     |     |     |     |     |     |     |     |     |     |     |     |     |     |     |     |    |    |    |    |    |